# Hugo Sánchez Guerrero
Hugo Sánchez Guerrero (ur. 8 maja 1981 w Monterrey) – meksykański piłkarz występujący najczęściej na pozycji środkowego obrońcy, obecnie zawodnik Correcaminos UAT.

## Kariera klubowa
Sánchez urodził się w Monterrey i jest wychowankiem tamtejszego zespołu Tigres UANL. W lidze meksykańskiej zadebiutował 2 września 2000 w derbowym spotkaniu z C.F. Monterrey (0:1), kiedy to wyszedł na boisko w podstawowym składzie i został zmieniony w 60 minucie przez Mauro Caballero. Swojego pierwszego gola zdobył za to 14 lutego 2001 przeciwko Irapuato – w spotkaniu przegranym 1:4. Mimo to Sánchez zaczął regularnie występować w Tigres dopiero od sezonu Apertura 2002. Na czas trwania faz Clausura 2007 i Apertura 2007 został wypożyczony do Morelii. W roku 2009 przeszedł do zespołu Jaguares de Chiapas, natomiast latem 2011 został wypożyczony do drugoligowego Correcaminos UAT.

## Kariera reprezentacyjna
Sánchez został powołany przez Ricardo Lavolpe na Igrzyska Olimpijskie 2004 i Puchar Konfederacji 2005. Na ostatniej z wymienionych imprez ani na minutę nie pojawił się na boisku.